# Claude Verdot
Claude Verdot, né à Paris en 1667 et mort à Paris en 1733, est un peintre français.

## Biographie
Claude Verdot obtient un deuxième prix de Rome en peinture en 1690, sur le thème Construction de la tour de Babel,.

## Œuvres dans les musées
- Saint Paul, à Malte, rejette dans le feu une vipère qui s'était attachée à sa main, Paris, musée du Louvre[2]
- Hercule étouffant Antée, 1707, Paris, École nationale supérieure des beaux-arts[3]
- Adoration des mages, 1708, Saint-Omer, musée de l'Hôtel Sandelin[4]